# Saint-Acheul
Saint-Acheul település Franciaországban, Somme megyében. Lakosainak száma 36 fő (2022. január 1.). Saint-Acheul Beauvoir-Wavans, Béalcourt, Heuzecourt, Maizicourt, Montigny-les-Jongleurs és Prouville községekkel határos.

## Népesség
A település népessége az elmúlt években az alábbi módon változott:
| Lakosok száma | 28   | 26   | 27   | 29   | 32   | 34   | 35   | 36   |
|               | 2013 | 2015 | 2017 | 2018 | 2019 | 2020 | 2021 | 2022 |